# Edward Lear

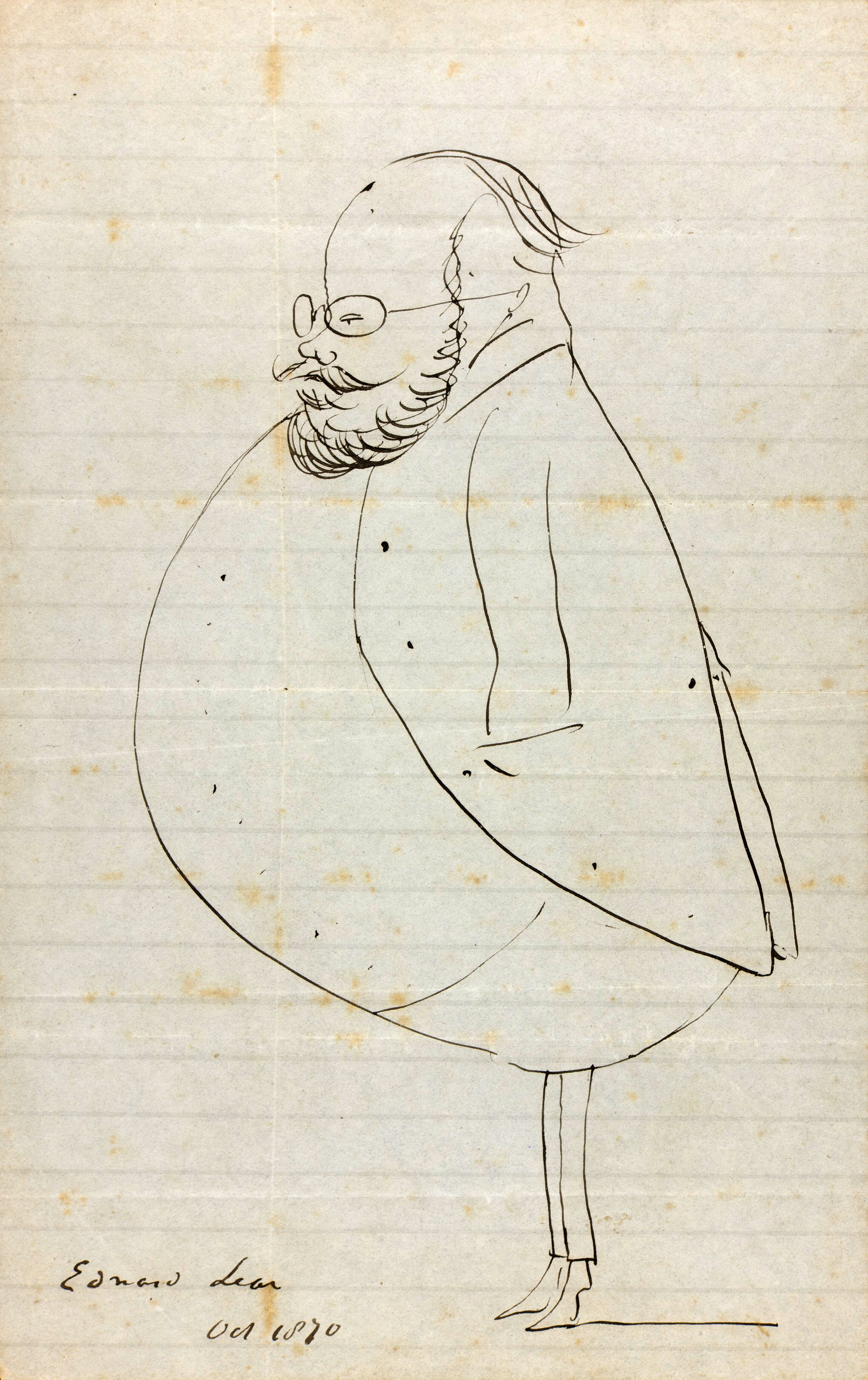
Edward Lear, autocaricatura, 1870.

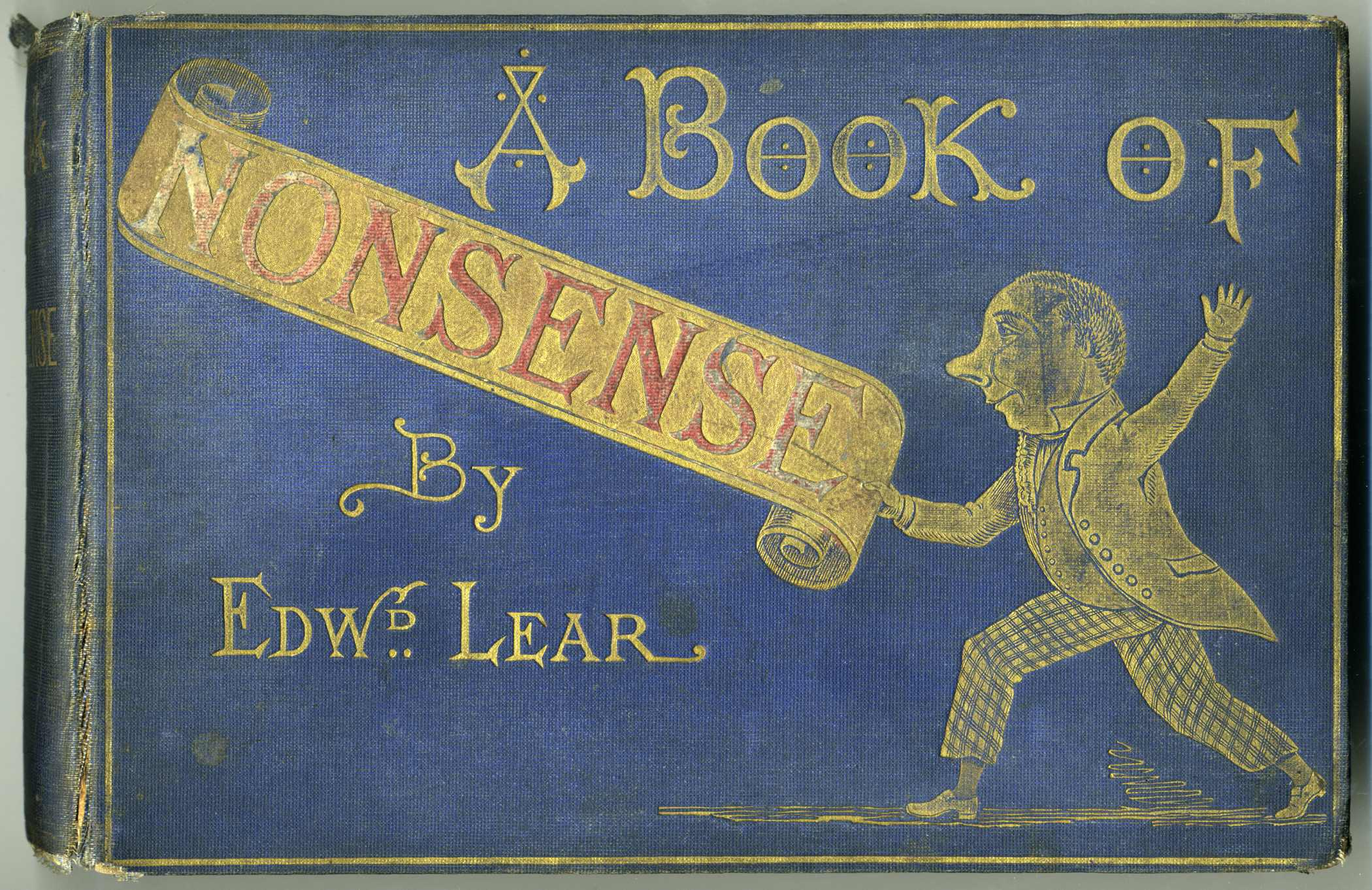
A Book of Nonsense, portada de una edición de 1875.

Edward Lear (Holloway, Inglaterra, 12 de mayo de 1812-San Remo, Italia, 29 de enero de 1888) fue un escritor, ilustrador y artista inglés conocido por su poesía absurda nonsense y sus limericks (poesías humorísticas breves, de cinco líneas, en las que las dos primeras y la última riman).

## Biografía
Nació en Holloway, por aquel entonces un pueblo del norte de Londres, siendo el vigésimo hijo de los veintiuno que tuvieron Jeremiah Lear, un corredor de Bolsa, y su esposa Ann Clark Skerrett y de los que once fallecieron en la infancia. La agitación económica que siguió a las guerras napoleónicas afectó a la Bolsa de Valores de Londres y por tanto a las finanzas de la familia. Fue criado por una hermana veintidós años mayor que él también llamada Ann, cuando contando él cuatro años dejaron juntos la casa familiar debido a la difícil economía. Ann adoraba a Edward y actuó como su madre hasta su muerte, cuando él tenía casi cincuenta años. Autodidacta, Lear empezó a los quince años a trabajar como ilustrador de anatomía para médicos y, más tarde se especializaría en ilustraciones de animales. Su primera publicación, a la edad de 19 años, fue Illustrations of the Family of Psittacidae, or Parrots en 1830. Sus dibujos tuvieron buena acogida, comparándolos con los del naturalista John James Audubon. A raíz de la publicación de Parrots, fue invitado a vivir en la finca del conde de Derby, por aquel entonces el presidente de la Sociedad Linneana de Londres, para dibujar a los animales del zoológico privado que allí tenía, tarea que le duró casi cinco años Fue el primer dibujante de aves en pintar del natural y no ante animales disecados. A partir de 1848, apenas visitó Inglaterra, dedicando gran parte de su tiempo a viajar por Europa, Tierra Santa y luego a la India, a escribir, dibujar y pintar, y finalmente, decidió vivir permanentemente en San Remo, donde falleció. Durante sus viajes, pintaba paisajes a la aguada que una vez en su estudio convertía en acuarelas y pinturas al óleo que publicaba en forma de libros de viajes ilustrados y cuadros de paisajes. En 1846, dio clases particulares de dibujo topográfico a la reina Victoria de Inglaterra.
Durante el resto de su vida realizó dibujos serios aunque se hizo famoso por sus obras humorísticas. En 1846 publicó A Book of Nonsense, un volumen de limericks que sería reeditado 25 veces a lo largo de su vida. En 1865 publicó The History of the Seven Families of the Lake Pipple-Popple, y en 1867 publicó su más famosa obra absurda, The Owl and the Pussycat, que escribió para los hijos de su jefe, Edward Stanley, conde de Derby.[cita requerida]

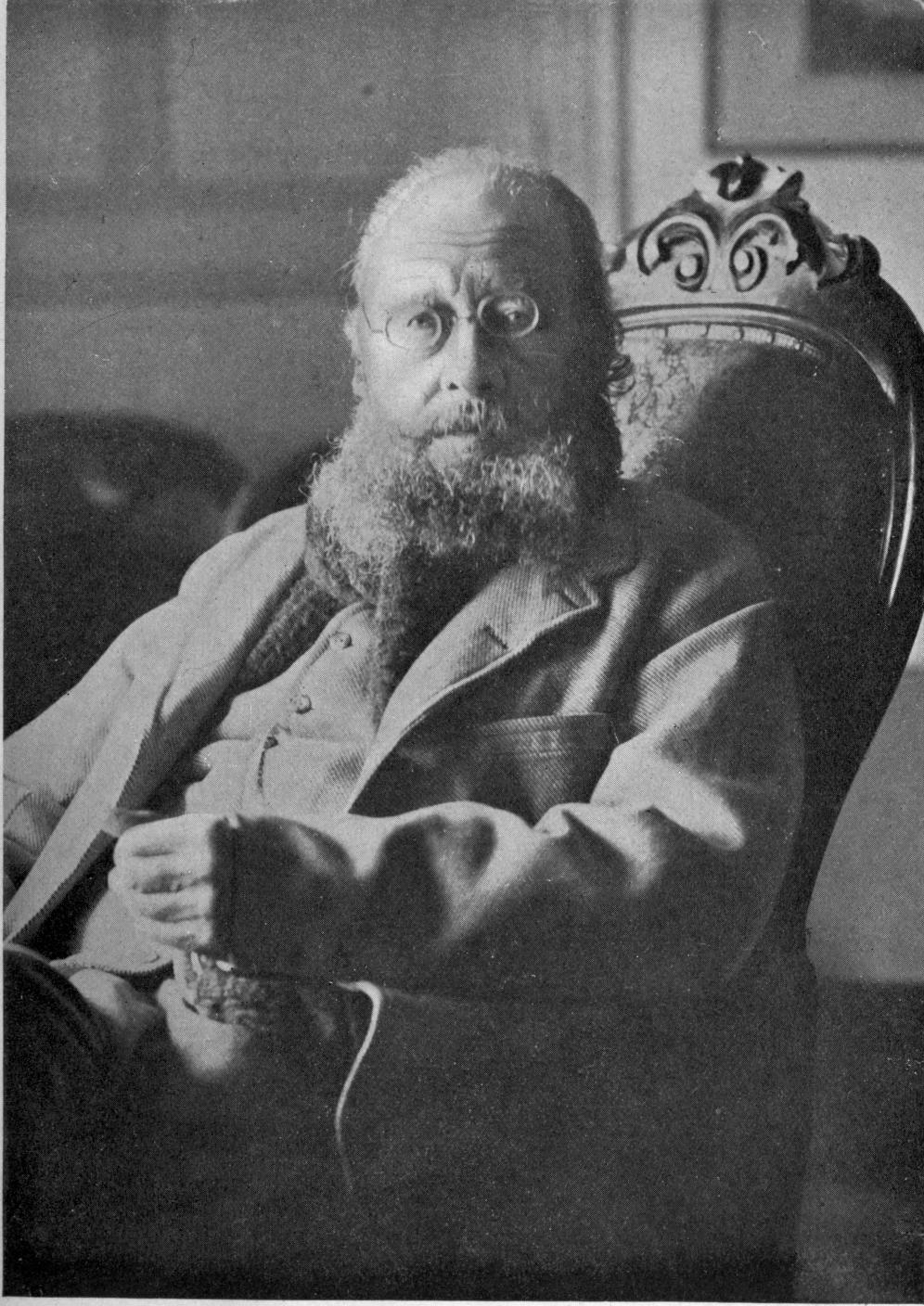
Lear en 1887, meses antes de su muerte. Tiene el brazo doblado mientras sostenía a su gato Foss, que saltó de su regazo en el último momento y no salió en la foto.

Lear nunca tuvo buena salud. Desde los seis años hasta su muerte sufrió epilepsia (le grand mal) así como bronquitis, asma y, en la vejez, ceguera parcial. Sufrió su primera convulsión en una feria cerca de Highgate junto a su padre. El evento lo asustó y avergonzó. Sintió culpa y vergüenza por su condición epiléptica toda su vida. Sus diarios de adulto indican que siempre sintió el inicio de una convulsión a tiempo para alejarse de la vista del público. Desde la adolescencia padeció también depresiones crónicas. Sufrió periodos de grave melancolía a los que se refirió como "los mórbidos".
Lear tocaba principalmente el piano, pero también el acordeón, la flauta y la guitarra. Compuso música para poemas románticos y victorianos del momento y también para muchos de sus poemas nonsense, incluida The Owl and the Pussycat, pero solo se han conservado dos partituras. Si bien nunca tocó profesionalmente, interpretó las canciones de sus nonsense y los de otros en innumerables reuniones sociales, a veces agregando su propia letra y, a veces, sustituyendo las letras serias por canciones infantiles.
En 1886, el destacado crítico inglés, John Ruskin, escribiría en un artículo sobre sus 100 autores preferidos para la revista Pall Mall Magazine, que:

Realmente no conozco ningún otro autor a quien le estoy la mitad de agradecido por mi vida ociosa que a Edward Lear. Le pondré en el primer lugar de mis autores preferidos.

En el mismo artículo, respecto al libro Book of Nonsense, escribe:

… es el libro más benéfico e inocente de todos los libros jamás producidos.

La amistad más ferviente y dolorosa de Leard fue con Franklin Lushington. Conoció al joven abogado, y futuro juez, en Malta en 1849 y recorrió el sur de Grecia con él. Lear desarrolló un enamoramiento que Lushington no correspondió. Aunque siguieron siendo amigos durante casi cuarenta años, hasta la muerte de Lear, la disparidad de sentimientos atormentó constantemente al artista. De hecho, los intentos de Lear de tener compañía masculina pocas veces tuvieron éxito, la misma intensidad de los afectos de Lear puede haber alejado al objeto de estos.
Lo más cerca que estuvo del matrimonio fueron dos propuestas, ambas a la misma mujer cuarenta y seis años menor que él, que no fueron aceptadas. Tuvo la compañía de amigos y corresponsales y, en su vejez, de su fiel chef albanés, Giorgis, un buen amigo pero insatisfactorio cocinero, como se quejó Lear, y de su gato Foss, que murió en 1887 y al que enterró ceremoniosamente en el jardín de su villa Tenyson en San Remo donde residió desde finales de la década de 1870. Después de un largo deterioro de su salud, falleció allí por un padecimiento cardíaco. Ninguno de sus amigos y corresponsales, que vivían lejos, pudo asistir a su funeral. Está enterrado en el cementerio Foce de San Remo, con unos versos de un poema de su admirado Tenyson inscritos en la lápida.

## Libros en castellano
- Nonsense. Pepitas de calabaza. Logroño, 2014. Traducción de Elvira Valgañón y Ángel Mª Fernández. ISBN 978-84-16167-28-4

### En inglés
- Illustrations of the Family of the Psittacidae, or Parrots (1832)
- Mount Timohorit, Albania (1848)
- Tortoises, Terrapins, and Turtles por J.E. Gray
- Views in Rome and its Environs (1841)
- Gleanings from the Menagerie at Knowsley Hall (1846)
- Book of Nonsense (1846)
- Journal of a Landscape Painter in Greece and Albania (1851)
- The falls of the Kalama Albania 1851
- Journal of a Landscape Painter in Southern Calabria (1852)
- Poems and Songs by Alfred Tennyson (1853, 1859, 1860) doce arreglos musicales publicados en total, siendo cada una de un poema de Tennyson
- Journal of a Landscape Painter in Corsica (1870)
- Nonsense Songs and Stories (1870, fechada 1871)[3]
- More Nonsense Songs, Pictures, etc. (1872)[4]
- Laughable Lyrics (1877)
- Nonsense Alphabets
- Argos from Mycenae (1884) hoy en la colección del Trinity College, Cambridge[5]
- Nonsense Botany (1888)
- Tennyson's Poems, illustrated by Lear (1889)
- Facsimile of a Nonsense Alphabet (1849, y no publicado hasta 1926)
- The Scroobious Pip, inacabada a su muerte, y completó Ogden Nash e ilustró Nancy Ekholm Burkert (1968)
- The Quangle-Wangle's Hat (no conocido)
- Edward Lear's Parrots por Brian Reade, Duckworth (1949), incluye 12 planchas coloreadas de Psittacidae de Lear
- "Edward Lear: The Corfu Years", 1988, ISBN 0-907978-25-8
- The 1970 Saturday morning cartoon Tomfoolery, sobre la base de la obra de Lear y de Lewis Carroll